# Margarethe Cammermeyer
 (mars 2019).
Si vous disposez d'ouvrages ou d'articles de référence ou si vous connaissez des sites web de qualité traitant du thème abordé ici, merci de compléter l'article en donnant les références utiles à sa vérifiabilité et en les liant à la section « Notes et références ».
Margarethe « Grethe » Cammermeyer, née le 24 mars 1942 à Oslo, est une militaire et infirmière américaine qui, au cours de sa carrière au sein des forces armées des États-Unis et de la Garde nationale en tant qu'infirmière, a atteint le grade de colonel. Elle est devenue un symbole des droits des homosexuels lorsqu'elle a été chassée de l'armée en 1992 après avoir admis son homosexualité, et a réussi à obtenir la condamnation des autorités et sa réintégration.

## Biographie
Cammermeyer est née à Oslo en 1942. Sa famille a émigré aux États-Unis en 1951 et elle est devenue citoyenne américaine en 1960. Elle entre en 1961 dans un programme de formation d'infirmières de l'armée et obtient son diplôme d'infirmière de l'université du Maryland (Baltimore) en 1963. Plus tard, à l'université de Washington, elle obtient un master en 1976 et un doctorat en 1991.
À partir de 1963, elle fait carrière au sein de l'armée, avec notamment un total de 14 mois au Viêt Nam. Elle se marie en 1965 avec un militaire avec qui elle aura quatre enfants. Lorsqu'elle tombe enceinte pour la première fois en 1968, elle se voit forcée de quitter l'armée, qui refusait alors d'avoir des femmes avec enfants. La règle est cependant supprimée en 1972 et Cammermeyer revient au service actif en atteignant, en 1987, le grade de colonel.
Elle divorce en 1980 et en 1988, alors qu'elle a 46 ans, elle rencontre Diane, une artiste peintre et enseignante dont elle tombe amoureuse et qui devient sa compagne. La même année, elle devient l'infirmière en chef de la Garde nationale des États-Unis de Washington.
En 1989, à une époque où la politique de « don't ask, don't tell » n'est pas encore en vigueur, au cours d'un interrogatoire de sécurité de routine où des questions personnelles lui sont posées, elle admet être lesbienne. L'armée entame alors à son encontre une procédure de congé qui aboutit en 1992, mais qui est annulée en 1994 par un tribunal. Réintégrée, Cammermeyer est pensionnée en 1997.
Après une tentative avortée en politique lors d'une élection pour le Congrès des États-Unis, elle a été désignée en 2010 par le secrétaire à la Défense pour faire partie d'un comité devant faire rapport au département de la Défense au sujet du sort des femmes dans la carrière militaire.
Un téléfilm réalisé par Jeff Bleckner en 1995, avec Glenn Close dans le rôle principal, raconte l'histoire de Cammermeyer. Il est largement basé sur l'autobiographie de Cammermeyer.